# とり天
とり天（とりてん）は、鶏肉に衣をつけて揚げた大分県中部の郷土料理である。鳥天、鶏天と表記されることもある。

## 歴史

### 東洋軒発祥説
現在の別府市浜町で、1926年（大正15年）に宮本四郎が開業した「レストラン東洋軒」が発祥とされることがある。昭和初期の東洋軒のメニューでは、「炸鶏片」(チャーケイペン)という料理が「鶏肉ノテンプラ」と説明されている。

### 三ツ葉グリル元祖説
1953年（昭和28年）に別府市内の洋食店「三ツ葉グリル」（現「グリルみつば」）が開業した当時のメニューにもとり天が載っており、この店が元祖として紹介されることも多い。しかし「三ツ葉グリル」の創業者はアサヒビアスタンドで修行を積むも、太平洋戦争時に召集令状が来たため、南方へ出征した。戦後の引き揚げ後には別府市に戻り、東洋軒で宮本と共に腕を振るった。
グリルみつばの現店主も「レストラン東洋軒」が起源であるとしている。三ツ葉開業当時のメニューには「炸鶏片」の表記は同じく記載されているが、読みが(チャーチーペン)と少し変化がある。また東洋軒と同じ縦長二つ折の菜単となっていた。。
後に東洋軒は中浜筋へ移転。中浜筋に第二東洋軒も開業するが、1981年（昭和56年）に隣接する商店街の火災の被害に遭って焼失した。1983年（昭和58年）には本店もストーブが原因の火災で焼失し、後に現在地である別府市石垣東に新店舗で営業を再開した。

### いこい起源説
大分市や大分市観光協会のウェブサイトでは、1962年（昭和37年）に大分市府内町の「いこい」で誕生したと紹介している。1969年（昭和44年）「いこい」は鶴崎に移転した。創業者自らデザインした二階建てパーラー風の建物であった。創業者が亡くなった後は同じいこいの調理人が屋号を引き継ぎ営業。現在は国道197号沿いに店舗を構え、建物跡地はいこいの駐車場となっている。

### キッチン丸山元祖説
大分市では定食店「いこい」「キッチン丸山」が元祖として紹介されることが多い。年代としては別府市の方が古いが、「キッチン丸山」の店主は、いこいの創業者と神戸に居た頃から同じ厨房で調理しており、1960年頃にいこい創業者と共同で考案した独自のもので且つ、以前からある鳥の天ぷらとは異なるものであるとしている。実際見た目は唐揚げに近い。その理由として、当時女性が骨つきの肉を食べにくそうにしており、お箸で食べられるものはないか試行錯誤して今の型になったと証言している。

## 地域性

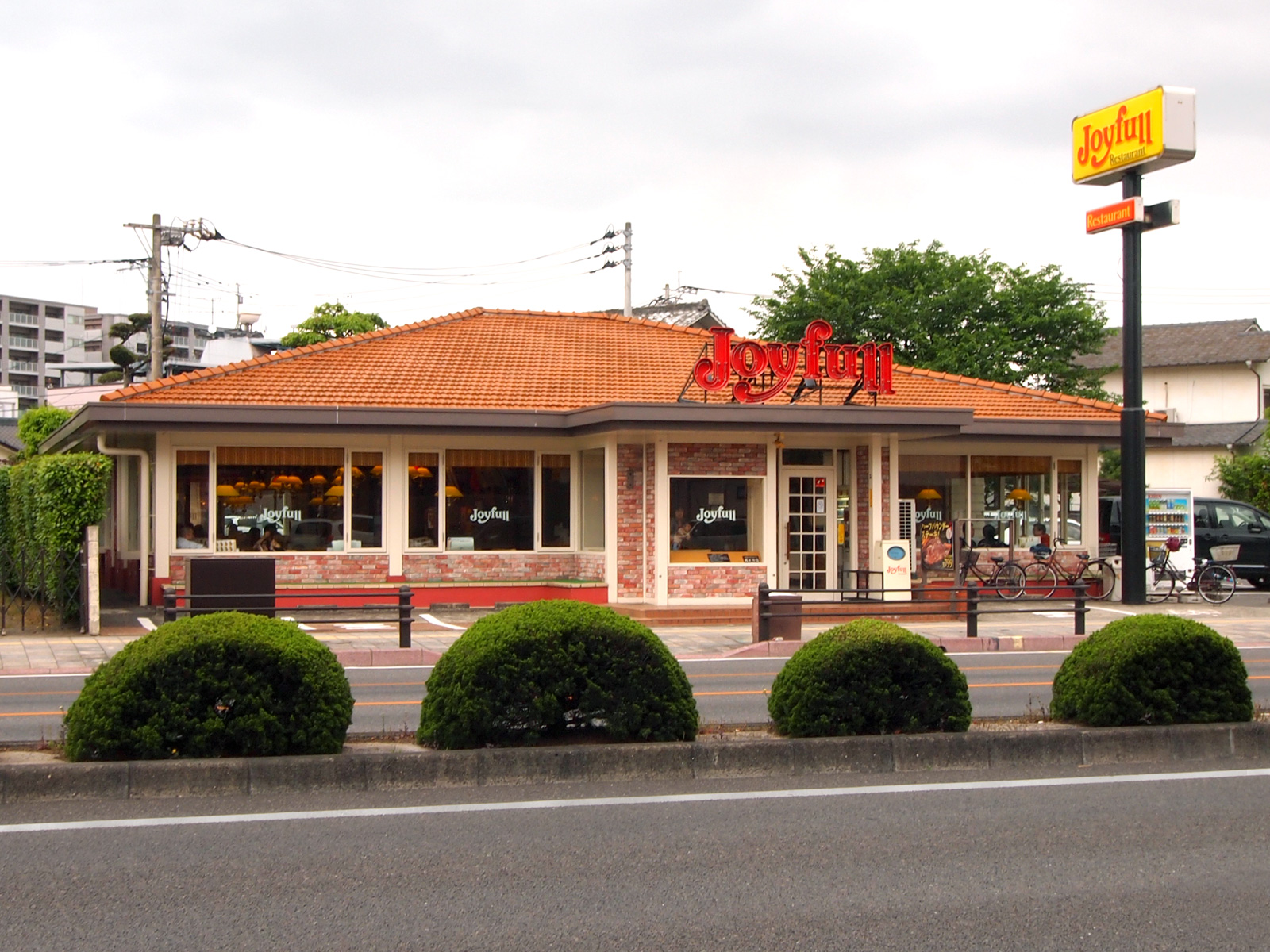
とり天定食をグランドメニューに採用しているジョイフル

大分県では、レストラン・定食屋・喫茶店・居酒屋・弁当屋などで供される定番料理の一つとなっている。大分県民にとってあまりにも一般的な料理であるため、日本全国どこにでもある料理だと思っている県民も多い。全国展開の外食チェーンでも、大分県に本社を置くジョイフルがグランドメニューとしてとり天定食を供しているほか、やよい軒などでも期間限定メニューとして採用されている。モスバーガーやロッテリアからは、とり天を使ったハンバーガーが地域限定・期間限定で発売されている。
また、はなまるうどんなどの讃岐うどん屋でも販売されている。

## 調理法
調理法は様々だが、概ね以下のような共通の特徴がある。
- 鶏肉は一口大に切り、醤油やおろしニンニク等で下味を付ける[6][12][7]。部位としては、もも肉[12]、胸肉[13]、ささみ[7]等が用いられる。
- 天ぷらと同様、小麦粉を鶏卵や水で溶いた衣を用いる[6][12][7]。元祖とされるレストラン東洋軒では片栗粉も加えている[14]。
- タレは、酢醤油等に練りからしを溶かしたものが一般的である[6][12][7]。ポン酢にカボスを用いたり、カボスを添える場合もある[15]。
- 多くの場合、千切りキャベツなどの生野菜が付け合わせとして盛りつけられる[12]。